# Coaching tripartite
Le Coaching tripartite désigne une forme de coaching impliquant trois parties. On distingue plusieurs types de coaching suivant les personnes impliquées dans la demande et celles participant à la réalisation.

## Définitions

### Rôles dans la relation de coaching
On peut distinguer deux ou trois rôles directs :
- le bénéficiaire : c'est le coaché ou le groupe coaché
- le prestataire : c'est le coach ou un groupe de coachs conduisant la prestation de coaching
- l'entreprise ou l'organisation (optionnel) : c'est la structure dans laquelle peut se dérouler le coaching. Elle est représentée par un dirigeant ou un DRH. Le coaching peut bien sûr être effectué en dehors de toute structure.

D'autres entités peuvent avoir un rôle indirect dans la relation de coaching : un organisme intermédiaire qui encadre formellement la prestation de coaching et sous-traite sa réalisation à un coach, un organisme public qui finance une partie de la prestation, un superviseur qui contrôle le coach, etc.

### Origine de la demande
Dans le cas où la demande provient d'un tiers (DRH ou supérieur hiérarchique) qui ne sera pas le bénéficiaire du coaching on parle de coaching prescrit. On peut aussi distinguer deux cas de prescription, suivant qu'il existe ou non un lien contractuel entre le prescripteur et le prestataire (coach).
La prestation de coaching peut bien sûr être demandée directement par le ou les bénéficiaires.

### Réalisation du coaching
Qui est impliqué dans une relation de coaching ? Si le coaching se déroule dans le cadre d'une entreprise ou d'une organisation, on parle de coaching triparti. On retrouve donc trois intervenants: bénéficiaire, prestataire et l'entreprise à travers son représentant (DRH, dirigeant, supérieur hiérarchique). La société est impliquée notamment dans l'élaboration du contrat (notamment la définition des objectifs), l'évaluation des résultats du coaching et bien sûr le paiement partiel ou total de la prestation. Il convient de bien distinguer les objectifs du bénéficiaire de ceux de l'entreprise, qui peuvent parfois diverger.
Le coaching peut aussi être biparti c'est-à-dire directement effectuée entre le coach et le coaché sans tiers.

## Comment choisir son coach dans le cas d'un coaching tripartite?
Le DRH ou prescripteur doit bien sûr définir ses propres critères spécifiques pour le choix des coachs qui correspondent le mieux aux besoins des coachés et aux valeurs de l'entreprise. Néanmoins on peut déterminer plusieurs qualités ou talents de base :
- Intra-psychique: Le coach a réalisé un travail de développement personnel, s’est formé au coaching et est supervisé.
- Cognitif:  En amont, le coach explique sa démarche, clarifie la demande de l’entreprise et maîtrise ses outils.
- Social et politique:  Le coach connait l’entreprise, le management et les hommes.
- Éthique: Le coach construit un contrat avec l’entreprise, explique la dimension déontologique de sa pratique et est éventuellement membre d’un groupement professionnel.

## Synthèse: coaching tripartite et coaching prescrit
|                                                                 | Demandeur = Bénéficiaire final (Coaché)              | Demandeur = Tiers (DRH, supérieur...) Coaching prescrit |
| --------------------------------------------------------------- | ---------------------------------------------------- | ------------------------------------------------------- |
| coaching biparti entre coach et bénéficiaire final (coaché)     | Coaching direct avec contrat biparti                 | Rare                                                    |
| coaching triparti entre coach, bénéficiaire final et entreprise | Coaching demandé par le coaché avec contrat triparti | Coaching prescrit avec contrat triparti                 |